# 荒凉百宝店
《荒凉百宝店》（英語：The Bleak Old Shop of Stuff）是一部英國廣播公司喜剧系列，共四集，2011年12月19日在英國廣播公司第二台首播。本剧诙谐地模仿了查尔斯·狄更斯的作品，而且名字是把他的作品标题《荒凉山庄》和《老古玩店》合并而来。本剧是广播剧《荒凉前程》的电视延续，有共同的编剧、制作人和演员Richard Johnson，而且有相似的风格、气氛和幽默感。